# Warhol (cràter)
Warhol és un cràter d'impacte en el planeta Mercuri de 91 km de diàmetre. Porta el nom del pintor estatunidenc Andy Warhol (1928-1987), i el seu nom va ser aprovat per la Unió Astronòmica Internacional el 2012.